# Mike Ploog
Mike Ploog (Mankato, 13 luglio 1940) è un fumettista, illustratore e disegnatore statunitense.
Mike Ploog si afferma nel campo dei comic nei primi anni settanta grazie al suo talento nel disegnare e creare storie horror, fantasy e la sua esperienza nel mondo dell'animazione. Si tratta di generi molto popolari in quel periodo e i lettori sono avidi di storie di genere, nuove idee e personaggi. Ha la fortuna di collaborare con Will Eisner e la sua definitiva consacrazione avviene con il suo contributo alla creazione del personaggio Marvel Ghost Rider alla quale si affianca il plauso per il suo ciclo di storie per Werewolf by Night, Swamp Thing e la serie regolare Frankestein con i primi 4 albi che ne adattano il romanzo originale di Mary Shelley per poi portare il personaggio in una nuova direzione con avventure inedite.
Fondamentale per la sua formazione sia caratteriale sia come illustratore (oltre a lavorare per Eisner) sono i 10 anni passati come Marine e il suo lavoro nel campo dell'animazione, prima per Filmation poi per la celebre casa di produzione Hanna-Barbera anche se la sua collaborazione più significativa è per gli studios di Ralph Bakshi dove può vantare la collaborazione alla realizzazione dell'opera d'animazione del 1978 Lord of the Rings, primo adattamento cinematografico del Signore degli anelli Il suo talento non passa inosservato e arriva ad essere ingaggiato dalla Walt Disney Productions e dalla DreamWorks Animation. La sua intera carriera vede un'alternanza tra il suo impegno nel mondo dei comic, dell'animazione e del cinema. Dopo la sua attività con Marvel torna agli Hollywood Studios, dove collabora a film quali Ghostbusters, Dark Crystal, Shrek. Torna al fumetto principalmente negli anni duemila, dove si esprime tramite il mercato indipendente.

## Vita e Carriera

### Formazione ed esordio nell'animazione e fumetto
Le sue passioni sin da bambino riguardano l'animazione, i film western e horror e i fumetti. Comincia a cimentarsi col disegno grazie alle comic strip di Flash Gordon, di cui adorava anche i suoi movie serial, tramite i quali era venuto a conoscenza di questo celebre eroe pulp. Passa un'infanzia serena in una fattoria del Minnesota, ma il suo bucolico mondo crolla quando i genitori divorziano; lui ha solo 10 anni. In cerca di opportunità la madre si trasferisce a Los Angeles, dove ormai adolescente non si sente a suo agio e ha difficoltà a trovare amicizie. Si ritrova presto a frequentare compagnie di malviventi e a partecipare a risse, piccoli crimini e ben presto viene segnalato alla polizia. Visto che non esiste neppure un buon rapporto con la madre e rischia di finire in un riformatorio, decide di unirsi ai Marines, dove presta servizio per 10 anni tra il 1958 e il 1968. Qui ha modo di imparare la disciplina, la costanza e rafforzarsi il carattere. Inoltre la sua passione per il disegno viene notata ed è in questo contesto che inizia la sua carriera di illustratore. Venendo trasferito a San Diego presso Marine Corps Recruit Depot, comincia ad illustrare fascicoli sui sistemi di allenamento e manifesti per il reclutamento. Viene quindi assegnato a disegnare per uno dei più importanti magazine militari quali il Leatherneck, dove illustra come pulire un'arma da fuoco e varie altre informazioni utili ad un marine, quali riparare jeep e mezzi di trasporto militare. Qui conosce un commilitone dal nome Duene Wells che ne intuisce le potenzialità e lo spinge a prendere la carriera di disegnatore. Mike realizza un portfolio personale che arriva a mostrare ad uno dei responsabili della Filmation il quale lo assume. Lasciata l'arma comincia a lavorare a bozze e disegni per i cartoni animati trasmessi nella trasmissione televisiva The Batman/Superman Hour. Dopo poco tempo gli viene fatta un'offerta più remunerativa dal prestigioso studio Hanna-Barbera, dove ha modo di cimentarsi su serie animate quali Wackey Races, Motormouse e Autocat. Qui trova l'opportunità di collaborare con Will Eisner che necessita di un disegnatore con esperienza militare per il PS Magazine. Mike lascia gli studios Hanna-Barbera e comincia immediatamente il suo lavoro su PS, una rivista per la manutenzione dei mezzi militari, dove sono presenti diverse illustrazioni a anche brevi storie a fumetti sulle attività dei soldati. Mike comincia a conoscere ed apprezzare il fumetto The Spirit di Eisner e il suo approccio al mondo dei comic. Ormai è deciso a intraprendere la carriera di fumettista. Dal momento in cui Eisner finisce la sua decennale collaborazione con PS Magazine e il crescente interesse nel storie a fumetti di genere horror e di super eroi, generi ai quali si vuole dedicare gli viene suggerito di proporsi alla Warren che lo ingaggia vistone il talento. Arriva a disegnare 4 storie per Vampirella, un paio di storie horror per Eerie e una per Creepy. Mike adora disegnare storie horror e trova la sua principale ispirazione nei classici in bianco e nero degli anni trenta e quaranta. Il rapporto tra Mike e l'editore si incrina per questioni legate ai pagamenti per i disegni dell'artista. La casa editrice lo paga solo 25 dollari per pagina, mentre Mike ne chiede il doppio. Non si raggiunge un compromesso e quindi, anche per necessità, l'artista vorrebbe cambiare casa editrice ed è a questo punto che viene contattato dalla Marvel Comics. A volerlo ingaggiare è Roy Thomas, editor e scrittore Marvel che viene convinto dalla bravura dell'artista, dopo aver letto una sua storia di genere western che lo stesso Ploog ha inviato alla casa delle idee.

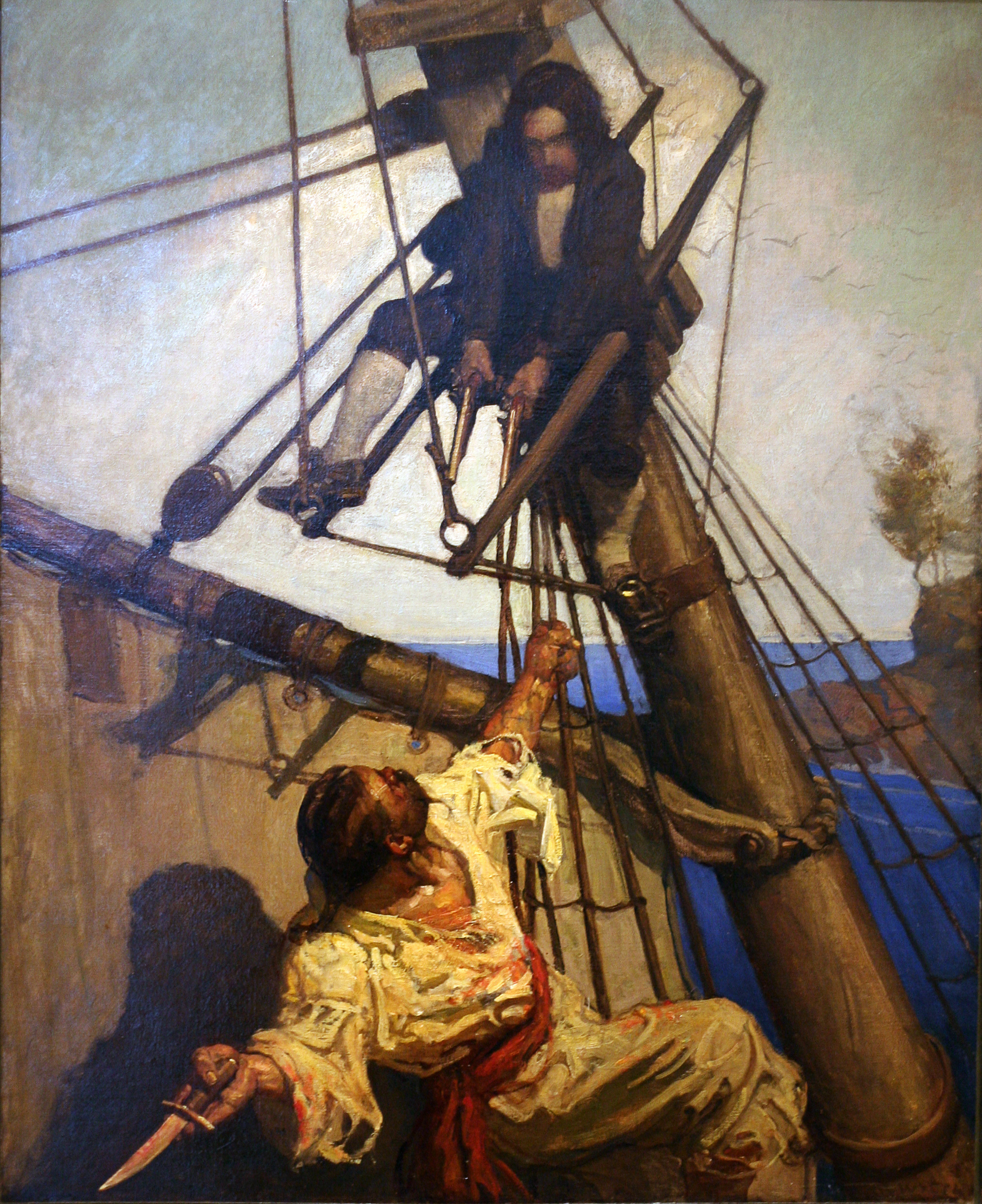
Illustrazione di Wyeth tratta dall'Isola del Tesoro, pubblicata nel 1911, e che vede il contributo del celebre artista.

A detta dello stesso Ploog, gli artisti che più lo hanno influenzato (a parte Will Eisner) sono stati N.C. Wyeth e Milton Caniff. Wyeth è stato uno dei pittori e illustratori più attivi e acclamati dalla critica tra la fine dell'Ottocento e i primi del novecento (deceduto nel 1945). Ammirato per la sua capacità di creare illustrazioni ispirate e vivide dei romanzi classici, d'avventura e fantasy. Come illustratore il suo capolavoro viene considerata una versione de L’isola del tesoro di Stevenson pubblicata nel 1911. Instancabile artista e grande appassionato dei libri illustrati nella sua carriera è arrivato a produrre migliaia di illustrazioni e dipinti (circa 3000), gran parte delle quali hanno raggiunto una diffusione internazionale. Le sue opere hanno infatti risplendere i testi di 112 libri pubblicati. Milton Caniff è stato invece un fumettista attivo soprattutto tra gli anni trenta e quaranta del ventesimo secolo e considerato uno degli artisti più influenti della storia al pari di Jack Kirby, Romano Scarpa e Hugo Pratt. Ploog si dice innamorato e sempre emozionato dalle sue tavole e creazioni tra le quali Dick Dare, Terry e i Pirati, Miss Lance e Steve Canyon (del 1947), ispiratore di una serie tv. Lo stesso Ploog sostiene però di non aver mai smesso di prendere esempio da pittori, illustratori e fumettista per evolvere continuamente il suo stile. Arriva infatti a dichiarare: «... ci sono molti artisti (che mi hanno influenzato)... è impossibile nominarli tutti... È come si fossi incamminato in questa attività senza un'identità e ho dovuto ispirarmi a differenti narratori e molti fantastici artisti. Sono ancora speranzoso di trovare un giorno il mio personale stile. Ma probabilmente quando (e se) arriverà quel momento non mi offriranno più lavoro, quindi è meglio essere sempre alla ricerca di qualcosa di nuovo».

### Affermazione nei fumetti (1971-1980)
Ploog debutta come disegnatore alla Warren Comics, casa editrice indipendente che pubblica principalmente fumetti di genere horror, ma è con il passaggio alla Marvel Conics, che per Mike Ploog si apre la possibilità di rendersi popolare nel campo dei comic. Thomas e gli editor però sono consapevoli che il genere western ormai è al crepuscolo (il genere con cui Mike si era proposto) e intuiscono le potenzialità che Ploog potrebbe sviluppare all'interno della nuova linea di horror comics su cui la casa editrice sta puntando, tenente presente l'esperienza del disegnatore in seguito alle sue esperienze per la Warren. Tra l'altro si tratta di un genere che appassiona l'artista e nonostante il suo stile, che in questo periodo è ancora molto influenzato dalle opere di Will Eisner, non è interessato a dedicarsi alle serie supereroistico al quale sembrerebbe più idoneo. Si dimostra quindi da subito interessato alla creazione di un Uomo-Lupo la cui maledizione colpisce il diciottenne Jack Russell In questo periodo (post 1971) vi è ormai un allentamento del Comics Code, soprattutto nei confronti di riviste antologiche per un lettore post-adolescenziale. La Marvel ha trovato in Roy Thomas un redattore e direttore creativo che sta subentrando alla gestione Stan Lee. Thomas vuole introdurre una linea a fumetti di genere horror che si ispirano sia a personaggi classici sia a nuove creazioni di genere. L'artista che vuole come creatore del nuovo genere horror-Marvel è Mike Ploog il cui stile si differenza da quello dei suoi colleghi allontanandosi dalle influenze di Kirby, Neal Adams e John Buscema. Lo vuole quindi come landmark della nuova linea horror della Marvel Comics. La sua ascesa come top-artist inizia nel 1972 di Marvel Spotlight, dove viene introdotto Werewolf by Night creato dai coniugi Thomas. Il personaggio nasce da un'idea di Roy Thomas e sua moglie Jean. L'origine viene narrata in un albo speciale di 52 pagine su Marvel Spotlight n.2 (data di copertina febbraio 1972) e porta il titolo Werewolf by Night. L'idea per il personaggio trova ispirazione (secondo Thomas) in un film del 1957 dal titolo I was a teenage Werewolf e lo Spider-Man di Stan Lee e Steve Ditko. Mike Ploog ha una certa libertà nello strutturare le scene più horror e splatter e questi primi numeri si distinguono per una delle serie Marvel, dove sono presenti omicidi violenti ed espliciti. Anche lo stile di Ploog comincia a diventare più personale e indipendente, pur essendo ancora evidente l'influenza di Will Eisner. Questo però viene apprezzato dai lettori in quanto si tratta di uno dei primi autori della prima fase della Bronze Age (primi anni settanta), dove non si percepisce l'influenza di Jack Kirby e Neal Adams. Roy Thomas viene ben impressionato dal lavoro dell'artista e lo vuole per il lancio di una serie reboot di un personaggio classico quale Ghost Rider e ne affida la creazione a Gary Friedrich e Mike Ploog, ma devono aggiornare lo storico personaggio che si inseriva nel ramo horror fantasy del genere western. L'idea di riportare in vita il personaggio nasce però da Friedrich, che lo voleva utilizzare come una nuova nemesi di Daredevil; Thomas però viene affascinato dall'aggiornamento del personaggio e lo vuole utilizzare per il lancio di una nuova serie che debutta su Spotlight n.5 (data di copertina agosto 1972). Il nuovo anti-eroe con storie di genere horror nasce da un continuo scambio di idee tra Thomas-Friedrich-Ploog, tenendo presente che l'ispirazione per la sua genesi dal personaggio Golden Age (pubblicato negli anni quaranta) dal nome Blazing Skull, dal personaggio western degli anni sessanta Ghost Rider e Hell-Rider di breve vita editoriale (del 1971) che vedeva un demone compiere le sue azioni guidando una motocicletta. Di Thomas è da sottolineare l'idea di modellare il costume su quello usato da Elvis Presley nel suo televisivo Comeback del 1968. Deve da subito chiarirsi che si tratta di storie horror e da qui nasce il patto col diavolo di Johnny Blaze, l'aspetto scheletrico e la testa-teschio fiammeggiante, al posto del cavallo del precedente Ghost Rider si trova una moderna motocicletta, che Blaze utilizza per portare a termine le sue missioni come emissario dei signori infernali. Ploog ha il merito di assemblare in maniera originale e unica le varie idee e quando si presenta con la sua visualizzazione del suo aspetto demoniaco stupisce da subito Roy Thomas e Gary Friedrich che non suggeriscono nessuna modifica, avendo Ghost Rider un aspetto che va oltre ogni loro aspettativa. Il fumetto ottiene da subito una grande popolarità e successo presso i lettori consacrando definitivamente Mike Ploog come top-artist della Marvel. Nonostante questo Mike rimane ai disegni solo per pochi albi e questo perché viene attirato e coinvolto in un progetto che lo intriga maggiormente e si inserisce comunque nella linea horror della Marvel. Inoltre l'artista detesta disegnare le motociclette e quindi abbandona il progetto di cui avrebbe dovuto essere il disegnatore della serie regolare. Rimane invece affascinato dalla chiamata per la realizzazione della serie regolare sul mostro del Dottor Frankestein di Mary Shelley, uno dei classici horror-monster da cui l'artista è più affascinato. La serie dal titolo The Monster of Frankestein lo vede collaborare ancora una volta con lo scrittore Gary Friedrich e debutta con data di copertina gennaio 1973. Ploog utilizza un character-design basato su un disegno di John Romita, in quanto la Marvel vuole una versione del personaggio che porta delle modifiche rispetto alla versione storica dei film con Boris Karloff. Il mostro possiede un aspetto più umano e un viso più espressivo ed empatico e queste caratteristiche convincono anche Ploog, perché gli danno la possibilità di esprimere al meglio le emozioni di un essere mostruoso, ma dall'animo infantile e voglioso di scoprire le bellezze del mondo. I primi 4 albi sono dedicati all'adattamento del romanzo originale di Mary Shelley, al quale però Ploog decide di non attenersi in maniera meticolosa, ma sceglie di darne una propria interpretazione sfruttando alcuni passi del racconto che mancano di approfondire alcuni aspetti della storia per lasciarli all'immaginazione del lettore. Bisogna sottolineare che a livello di character design la versione definitiva viene ideata dall'art director della Marvel John Romita. Il viso del Mostro risulta avere tratti più espressivi della versione di Boris Karloff e gli indumenti permettevano al personaggio una maggiore mobilità. In seguito la serie si sviluppa portando la creatura ad affrontare il Dracula della serie Marvel, licantropi ed altre situazioni inedite. La serie ha un buon successo e questo porta gli editor a voler inserire maggiormente il personaggio all'interno dell'universo Marvel, decidendo di portare il personaggio a New York e facendolo incontrare con Spider-Man. Questa nuova direzione non piace a Ploog, che non trova interesse nel disegnare supereroi e poi si allontana troppo dalla natura originale snaturando lo spirito della sua storia. L'artista afferma che la Marvel stava per trasformarlo in una sorta di supereroe che affronta il villain del mese, quando in realtà bisognava sottolineare il suo aspetto psicologico, il desiderio di essere accettato e il suo senso di meraviglia di fronte alle bellezze della natura o il semplice incontro con un bambino. Dopo aver lasciato la serie Roy Thomas lo vuole come disegnatore del fumetto Kull the Conqueror di genere sword and sorcery. Ploog ammette di non essersi mai realmente interessato a questo tipo di racconti e di non aver mai letto prima d'allora neppure il Conan di Robert E. Howard. Nonostante questo accetta l'incarico perché vi intravede la possibilità di migliorare il suo stile disegno. Ha infatti modo di ispirarsi a Barry Smith e John Buscema, ma non si tratta di semplice manierismo o imitazione, l'artista si sente come una spugna che cerca di assorbire varie tipologie di disegno per arrivare a creare un suo stile unico e riconoscibile come l'arte di Mike Ploog. Questo lo porta come ormai è consuetudine a disegnare pochi albi di Kull, per poi passare al prossimo progetto che tratta di Man-Thing, una mostruosa creatura delle paludi. Qui ha modo di lavorare con Steve Gerber, che reputa uno degli scrittori più geniali con i quali abbia lavorato nella sua carriera. Può sviluppare ulteriormente il suo stile e di imparare a lavorare su uno story-telling originale e pieno delle vulcaniche idee di Gerber. Sullo scrittore afferma: «Non potresti incontrare un tipo più gentile e amichevole in un'intera vita. Era così creativo che le persone non capivano il tipo di storia di cui ti stava parlando finché non arrivava alla fine del racconto. Mi sono realmente divertito e entusiasmato durante il periodo in cui abbiamo collaborato». Successivamente viene ingaggiato per la serie a fumetti basata sul classico film sci-fi post-apocalittico Il Pianeta delle Scimmie (del 1968). Ploog è particolarmente interessato a collaborare ad un progetto dove vengono messi in evidenza la discriminazione razziale e i pregiudizi nei confronti del diverso o di altre culture. Apprezza inoltre il fatto che Moench metta in evidenza come questi fattori discriminanti non siano presenti solo tra la società evolutasi dalle scimmie e gli esseri umani schiavizzati, ma abbiano contaminato la stessa società dominante. A metà degli anni settanta Ploog ha anche l'opportunità di disegnare una storia degli Avengers e di Conan il Barbaro, nel caso del celebre team Marvel collabora però unicamente alle chine, non essendo mai stato interessato a disegnare storie di super-eroi. Nel caso di Conan accetta di disegnare il n. 57, scritto da Roy Thomas in quanto vuole tornare a mettere alla prova l'evoluzione del suo stile dopo aver già realizzato un ciclo di storie Sword and Sorcery con protagonista Kull. Il rapporto tra il 1977 e il 1978. Mike sta lavorando come layout artist e character designer del film d'animazione su Lord of The Rings distribuito nel 1978. La Marvel è da diversi anni che vorrebbe avere la licenza per pubblicare fumetti sull'opera di Tolkien, ma non vi riesce. Gli editor si dimostrano molto interessati alla breve storia ambientata in un nuovo mondo fantasy denominato Weirdworld e delineata da Ploog nell'albo antologico Marvel Super Action in una short-story di sole 11 pagine. Propongono quindi a Ploog di sviluppare il mondo fantasy Weirdworld in una graphic novel di 64 pagine. L'artista è entusiasta della proposta in quanto deve di fatto creare una nuova opera fantasy che vuole sviluppare su tavole dipinte con stile pittorico. Dopo che Ploog ha realizzato le matite di metà dell'opera e ne ha già dipinte alcune, Jim Shooter e i suoi editor hanno dei ripensamenti. Comunicano all'autore che l'idea di farne un volume di 64 pagine è stata abortita e deve essere ridotta ad un albo di 32 pagine per poi pretendere una storia ancora più breve da pubblicarsi in un futuro albo antologico. L'artista si rifiuta di adattarsi alle nuove direttive e lascia in sospeso il progetto conservando con sé le tavole finora realizzate. Riceve però una chiamata da Stan Lee che lo minaccia di agire per vie legali se non riporta alla Marvel il materiale realizzato, in quanto proprietà della casa editrice e non dell'autore. Questi rimane ulteriormente sorpreso da questo affronto e decide definitivamente di abbandonare la casa editrice (siamo nel 1978) e dedicarsi a tempo pieno all'animazione. Bisogna tener presente che la DC Comics non gli propone offerte di lavoro quando invece ha diverse proposte di collaborazioni da parte degli studios di Hollywood. Ploog considera comunque in maniera positiva la sua fase di fumettista per la Marvel perché è qui che ha avuto la possibilità di sviluppare un suo stile di disegno e crescere anche come storyteller e ideatore di nuovi personaggi o rielaborare character già pubblicati. Ha avuto inoltre la possibilità di lavorare con scrittori geniali e conoscere degli editor con i quali ha stretto ottimi rapporti.
Il suo ultimo progetto, il più ambizioso, sviluppato per la Marvel prende forma tra il 1976 e il 1980. La premessa è la volontà di Jim Shooter di creare una serie di genere fantasy sul capolavoro di Tolkien "Il Signore degli anelli", ma le trattative per ottenerne la licenza sfumano quasi immediatamente. Nasce quindi il desiderio di creare un nuovo mondo fantasy su cui sviluppare una linea a fumetti che prende il nome "Weirdworld" e debutta su Marvel e Marvel Super Action. Allo sviluppo viene coinvolto lo scrittore Doug Moench, ai disegni John Buscema e come concept artist per i personaggi e il world building (l'ideazione del contesto e degli scenari) lo stesso Mike Ploog. Il presupposto sviluppato nei primi albi in cui la storia trova il suo prologo vede l'avventura di tre personaggi quali Tyndall, un elfo che sta cercando la giusta via per tornare nelle sue terre natie, la sua alleata guerriera Velanna e lo gnomo Mudd-Butt. I tre si trovano ad avventurarsi nel Reame delle Ombre, attraversare l'insidiosa "City of Seven Dark Delights", dei caduti in disgrazia e personaggi pericolosi quali il Dragon Master. L'obbiettivo è il ritorno a casa, ribaltando il concetto di avventura nell'ignoto tipica della Compagnia dell'Anello. L'opera doveva continuare in un magazine (tipo Heavy Metal) dal titolo Odissey, ma il nome è già coperto da altri copyright. A questo punto nasce l'idea da parte di Shooter di creare un nuovo tipo di magazine per adulti dal titolo Epic Illustrated che però presenta nuove storie e racconti lasciando cadere lo sviluppo della saga di Weirdworld di cui si riprende qualche elemento in una manciata di numeri e la storia rimane incompleta. Ha comunque il merito di aver contribuito alla creazione di una rivista unica per la storia della Marvel Comics in quanto strettamente realizzata per lettori adulti e a cui collaborano con storie sperimentali e innovative sia gli autori Marvel già affermati quali Stan Lee, John Buscema, Howard Chaykyn, Jim Starlin, Roy Thomas e molti altri, sia autori indipendenti e affermati al di fuori degli albi Marvel, quali Stephen Bissette, Wendy Pini, Arthur Sydam e altri ancora. Inoltre i diritti e la proprietà delle storie e personaggi creati rimane nella gestione dei loro stessi ideatori (principio del "creator-owned") come avviene negli indiecomic e underground.

### Animazione e collaborazione con gli studios di Hollywood (1968-1969, 1978-anni duemila)
Dopo aver lasciato la Marvel viene richiamato dalla Filmation, casa di produzione per opere televisive sia animate sia live-action e attiva tra il 1963 e il 1989. La prima collaborazione con la Filmation l'aveva avuta alla fine degli anni sessanta. Gli erano stati assegnati i layouts di 3 episodi della serie animata The Batman/Superman Hour trasmessa dalla CBS tra il 1968 e il 1969. Nel 1969 lavora anche ad un episodio della serie Scooby-Doo, dove sei tu?.

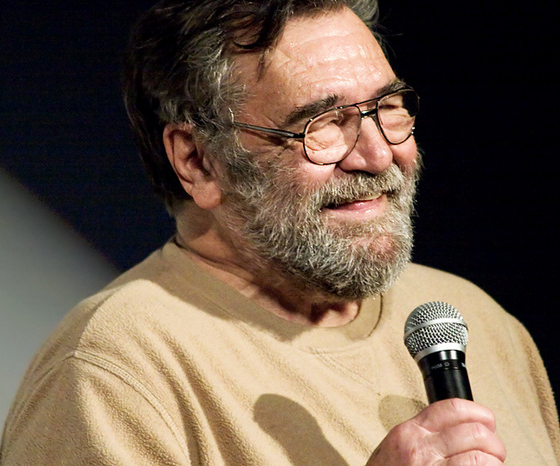
Foto del produttore/sceneggiatura/regista che risulta fondamentale nell'ingaggiare Ploog come artista nel mondo del cinema. Immagine del 2009.

Ora vi rimane per soli 6 mesi, durante i quali collabora con l'animatore e produttore Takashi. Poi riceve una chiamata da Ralph Bakshi che lo vuole ai suoi studios in quanto hanno ottenuto i diritti per degli adattamenti cinematografici d'animazione delle opere di Tolkien. Tra i due vi è una buona intesa, anche se a tratti conflittuale e burrascosa; Ploog ricorda che Bashi arrivava a licenziarlo ogni tre mesi per poi richiamarlo immediatamente il giorno dopo. Il primo impegno per l'artista non riguarda però Lord of The Rings, ma gli viene chiesto di lavorare sul character design dei personaggi di una serie animata in lavorazione quale Wizards. I protagonisti sono piccoli elfi e orchi abili nella magia e nel combattimento e dei quali (a livello visivo) si occupa interamente Ploog che si trova particolarmente a suo agio nello sviluppare personaggi per il genere fantasy. La lavorazione risulta travagliata e difficoltosa visto la proporzione della storia e Bakshi che spesso decide di rimuovere o inserire personaggi cambiando anche le sequenze animate per dare più scorrevolezza e fruibilità alla pellicola. Da notare che alla lavorazione del film partecipa come assistente anche un giovane Tim Burton. Ploog si dice comunque entusiasta di aver collaborato al progetto, in quanto gli viene concesso di partecipare a più fasi della lavorazione, dal character design, agli storyboards, e come layout artist. Il lungometraggio non ottiene però il successo sperato e quindi la storia rimane monca, poiché vengono cancellati i sequel previsti per narrare completamente l'intera opera letteraria. Il rapporto con Baski viene meno, ma Ploog e si unisce ad uno studio denominato Animation Camera, dove collabora alla realizzazione di spot e annunci pubblicitari. Qui viene contattato dalla celebre rivista di controcultura e fumetti alternativi, internazionali e underground Heavy Metal. Si tratta di partecipare alla realizzazioni di un film antologico d'animazione, uscito nel 1981, e qui ha modo di realizzare la sequenza sul personaggio di Taarna. Per questa storia realizza il character design dei personaggi secondari, gli storyboards dell'episodio e vi inserisce vari elementi bizzarri e surreali. Il suo contributo è molto apprezzato e verrà contattato dalla rivista per realizzarne una storia a fumetti dal titolo Water and Power. Le capacità di creare e visualizzare scene originali e insolite, ma capaci di mantenere la struttura di una sceneggiatura, lo mette in evidenza presso i produttori che lo vogliono da subito impegnato in film blockbuster. Viene infatti ingaggiato per collaborare a Superman II e Superman III con protagonista Christopher Reeve. Qui conosce il regista Richard Lester, con cui nasce un rapporto d'amicizia che porterà Ploog ad essere chiamato come consulente in diversi altri film di Lester. Lavorare ad un progetto come quello dei sequel di Superman gli porta ulteriore popolarità che lo porta ad essere chiamato come character designer e consulente in diversi progetti tra i quali vi è la richiesta di realizzare uno sketch (poi scartato) per Gremlins. La Universal vuole assicurarsi la collaborazione di un artista su suggerimento di Rob Bottin che lo ha seguito anche nei suoi lavori per le serie horror della Marvel. Lo propone quindi a John Carpenter indicandolo come l'artista ideale per realizzare le scene più gore, grottesche ed estreme del film The Thing. Dopo un lungo colloquio con Carpenter e Bottin gli viene data carta bianca nella visualizzazione e character design di alcune delle creature deformi e insolite che hanno reso la pellicola un film di culto per gli amanti dell'horror gore and splatter. Ploog è molto soddisfatto del suo lavoro e di aver visto all'opera un regista geniale quale Carpenter. Il suo giudizio finale sul lungometraggio è la seguente: «Dato i tempi ristretti in cui abbiamo dovuto lavorare è un film ben riuscito. Gli effetti speciali erano buoni così come l'editing. Il lavoro sulla regia e i movimenti di camera è stato brillante. I personaggi però non sono stati approfonditi abbastanza a livello caratteriale e psicologico e questo ti porta a non essere coinvolto emotivamente nella loro situazione. A parte questo, penso sia un gran film (di genere)».
Dopo The Thing viene contattato da Terry Ackland-Snow un art director che lavora per gli studios di Jim Henson. Questi gli propone di lavorare con loro a vari progetti partendo dal film Dark Crystal. Presso la Henson Organization Ploog lavora ad alcuni dei progetti cinematografici che più lo hanno coinvolto in produzioni che gli hanno permesso di evolversi come animatore e artista. Ha inoltre la possibilità di conoscere e lavorare con persone geniali quali Henson e il regista Frank Oz. Il film risulta essere un evento e un'impresa artistica di grande proporzioni in quanto il lungometraggio è interamente realizzato con pupazzi animatronici e burattino. Nonostante sia uscito nel 1982 il risultato viene valutato sorprendente dalla critica e riceve diversi premi. Anche il pubblico dimostra un discreto interesse tanto da portare Henson a realizzarne subito un sequel (non entrato in produzione). Ploog lavora sugli storyboards della storia e fare da character designer di alcuni personaggi. Il suo contributo è particolarmente apprezzato dal co-regista Frank Oz (direttore insieme a Henson) e lo vuole nello staff creativo del film Little Shop of Horrors, uscito nel 1986. Spesso Frank Oz è assente dal set, in quanto impegnato in un film sui Muppets. Ploog viene coinvolto maggiormente nel progetto lavorando a intere sequenze, sviluppando ogni storyboards e tutte la bizzarre creature che appaiono nel film. Inoltre deve gestire i rapporti e la collaborazione tra i creativi dello staff e accertandosi della corretta esecuzione del soggetto. Il risultato lo entusiasma e tuttora considera Little Shop of Horrors come uno dei suoi film preferiti e uno dei progetti più intriganti e originali della sua intera carriera.
A metà degli anni ottanta Ploog si è guadagnato prestigio e ammirazione da parte degli studios di Hollywood e questo lo porta ad essere ingaggiato dalla Walt Disney Company per collaborare alla realizzazione del 25° classico d'animazione della celebre compagnia. Si tratta del lungometraggio Taron e la pentola magica. Si tratta di un passo importante per l'animazione della Walt Disney in quanto ha il presupposto di essere più maturo e cupo nella trama infatti sarà il primo film d'animazione con l'avvertenza PG, cioè per cui si suggerisce che i genitori accompagnino i minori di 14 anni. Inoltre vengono inserite sequenze con l'uso di CGI che però risulta ancora acerba e necessaria di sviluppo. Ploog rivela che la lavorazione del film risulta essere la più problematica e difficoltosa di qualsiasi altro progetto abbia contribuito. La sceneggiatura viene più volte modificata e i due registi coinvolto hanno idee differenti sulla sviluppo di trama e personaggi. Nonostante questo Ploog conosce un'esposizione mediatica mai conosciuta in precedenza. Visto le difficoltà di produzione e i rallentamenti nella realizzazione del film, la stampa tende già ad essere scettica sul progetto. Interviene quindi Ron Miller che convoca una conferenza stampa nello studio, dove lavora l'artista e gli fa attaccare ai muri diversi character design dei personaggi e storyboards da lui realizzate. Miller presenta (a sorpresa) Ploog ai giornalisti, mostrando loro lo splendido talento e inventiva dell'artista che contribuirà a rendere unico questo nuovo lungometraggio. Senza essere neppur avvisato Ploog si ritrova a dover esporre la sua visione del film e le sue tecniche di lavorazione ponendolo come pietra angolare su cui poggia il lungometraggio. Questo porta una certa notorietà all'artista anche se il film risulta essere un flop al botteghino. Ploog è però soddisfatto del risultato finale della pellicola e sostiene che con il passare del tempo verrà rivalutato. La sua previsione è corretta in quanto Taron e la pentola magica diventa negli anni novanta un film cult con numerosi estimatori che ne reclamano una versione home video che però non vede la luce fino al 1998. Nel 2010 ne esce anche un'edizione speciale in DVD per celebrarne il 25º anniversario.
Negli anni novanta durante il suo periodo di collaborazione con la DreamWorks Animation lavora a due progetti fondamentali per la compagnia quali Il Principe d'Egitto, secondo film animato prodotto per il nuovo branch dedicato all'animazione e Shrek. Quest'ultimo capace di generare un longevo franchise di successo. Lo script del film e il libro a cui si ispira entusiasmano da subito l'artista. Dopo l'ottimo lavoro compiuto per il Principe d'Egitto, viene coinvolto in diverse fasi della lavorazione prima come character design e concept artist per la creazione del mondo fantasy del personaggio, poi anche sullo sviluppo della storia. La lavorazione del film era già iniziata nel 1995 prima del suo coinvolgimento, ma la realizzazione dell'opera risulta talmente lunga e travagliata che il film viene distribuito (ottenendo un grande successo) solo nel 2001 con un'anteprima al Festival di Cannes. Ploog abbandona il progetto prima della sua conclusione avendoci dedicato due intensi anni di lavoro, tra i più impegnativi della sua carriera. A questo sia aggiunge il susseguirsi di registi, produttori e sceneggiatori che non rende facile la programmazione del proprio lavoro. Ma la DreamWorks vuole davvero creare un'opera animata del tutto originale e fa rifare diverse volte intere sequenze del film in quanto troppo simili alle opere Disney o derivative dal altri studios d'animazione. I produttori e tra questi soprattutto Jeffrey Katzenberg (co-fondatore della Dreamworks insieme a Steven Spielberg e David Giffen) sono però stati sempre decisi e ostinati nel sottolineare l'obbiettivo principale: «Non vogliamo nulla che possa anche lontanamente ricordare la Disney. Non ci piace quella roba». Il risultato li premierà e lo stesso Ploog si sente orgoglioso di aver partecipato arrivando a contribuire in maniera fondamentale alla creazione visiva e all'estetica di due iconici personaggi quali Shrek e Donkey. Vi sono inoltre diverse sequenze animate tra le più riuscite che si basano sulle sue storyboards. Il film d'animazione al quale si dedica è Valiant, il cui script entusiasma l'artista ed è convinto diventerà un lungometraggio di successo ed emozionante per un pubblico di ogni età. Si ispira a fatti reali risalenti alla Seconda guerra mondiale quando spesso le notizie e informazioni dal fronte francese arrivavano nel Regno Unito trasportati da addestrati piccioni. Questi sono i protagonisti del film e sono presentati come eroi di guerra capaci di trasportare informazioni vitali agli alleati soprattutto dopo lo sbarco in Normandia. Purtroppo il progetto non raggiunge il risultato sperato da Ploog e questo per un grosso taglio del budget che ne limita le potenzialità. Ploog sottolinea come la mancanza di fiducia dei produttori porta al taglio di importanti sequenze come quelle di guerra fondamentali per sottolineare la situazione drammatica e molto pericolosa in cui si trovano ad agire questi coraggiosi volatili. Di conseguenza viene meno parte dell'effetto emotivo che avrebbe portato il pubblico a una maggiore empatia verso i piccioni protagonisti e l'inferno che stava colpendo l'Europa. Il film viene distribuito nel 2005. Inizia anche per questo una certa disaffezione nei confronti dell'animazione e del cinema in quanto Ploog sostiene che nell'arco degli ultimi anni le produzioni sembrano complicarsi con ripensamenti di budget, produttori invadenti, continui cambi di sceneggiatori e registi. La parte creativa viene sempre di più sacrificata in cerca del massimo profitto. Decide quindi di abbandonare progressivamente il suo impegno ad Hollywood per tornare a dedicarsi maggiormente al fumetto.

### Il fumetto indipendente
(Mike Ploog)
Tra gli anni ottanta e gli anni novanta la produzione a fumetti dell'autore si riduce notevolmente, a parte qualche progetto per cui nutre un particolare interesse e può essere sviluppato come graphic novel senza particolari deadline da parte dell'editore. Specialmente a partire dagli anni novanta Ploog assiste a grandi cambiamenti all'interno dell'industria cinematografica. I costi di produzione lievitano e si cerca di creare blockbuster con lauti profitti. La parte creativa viene messa in secondo piano e le tensioni all'interno degli studios aumentano così come la ricerca di un prodotto che garantisca lauti guadagni. Il divertimento e la libertà creativa vengono sempre meno. Di conseguenza a metà degli anni duemila l'artista decide di ritornare più stabilmente nel settore dei comic. Durante gli anni novanta non rimane però completamente a digiuno dalla pubblicazione di opere a fumetti, anche se sporadiche. La proposta che non se la sente di declinare arriva dalla casa editrice indipendente First Publishing per la collana Classic Illustrated che si proponeva di adattare a fumetti classici della letteratura. A Ploog viene offerta la possibilità di realizzare una graphic novel a fumetti su Tom Sawyer, opera particolarmente amata dall'artista grande estimatore dello scrittore Mark Twain.

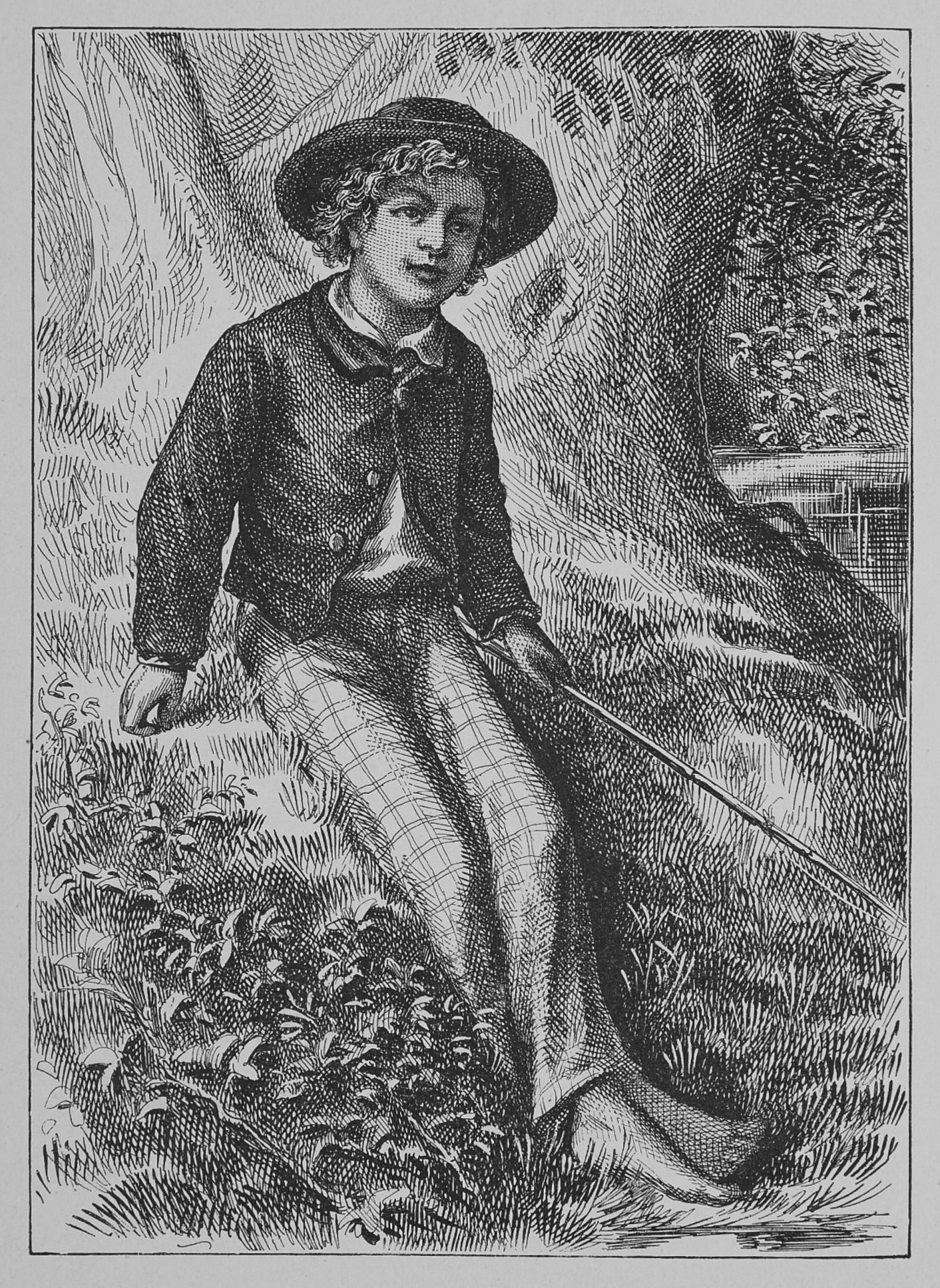
Illustrazione di Tom Sawyer tratta dal celebre romanzo di Twain.

Ploog è più propenso a realizzare subito un adattamento de Le Avventure di Huckleberry Finn, il suo romanzo di Twain preferito. Huckleberry Finn è già però apparso in precedenza su Le Avventure di Tom Sawyer di conseguenza la casa editrice gli chiede di partire da quest'ultima opera e realizzare successivamente quella su Huck Finn (poi mai realizzata). Nella creazione di diverse tavole per Tom Sawyer non realizza infatti la classica impostazione con la geometrica delineazione che prevede la chiusura della tavola, ma lascia la possibilità di immaginare spazi di ampio respiro. Sottolinea che tale impostazione che replica dalle opere lette di Will Eisner, uno dei suoi maestri d'arte e primo ispiratore del suo stile di disegni, anche se poi negli anni ha sviluppato uno stile sempre più personale e originale. L'opera successiva lo vede nell'adattamento di un altro grande classico della letteratura quale The Life and Adventures of Santa Claus di L. Frank Baum (lo stesso creatore del mondo fiabesco di Oz). L'opera a fumetti viene distribuita dalla Thundra nel 1992. Il libro di Baum ha sempre affascinato Ploog anche se copre un arco di tempo troppo esteso e non approfondisce la personalità di Babbo Natale. Per rendere più intrigante e affascinante il suo adattamento a fumetti pone il protagonista a dover affrontare situazioni difficili e attraversare luoghi perigliosi. Inoltre introduce gli Awgwas suoi acerrimi nemici contro i quali si trova a combattere dimostrando la sua determinazione e coraggio. Come compagno con cui dialogare inserisce Toy, una scimmia che serve da interlocutore. Ne approfondisce inoltre le origini e il come sia possibile che un essere umano sia diventato immortale. Successivamente lavora all'adattamento di Rip Van Winkle, alla quale Ploog si dedica con grande impegno. Realizza gran parte dell'opera, ma il progetto viene abortito, lasciando una profonda frustrazione nell'artista. Il suo ritorno nel campo dei comic non passa inosservato, così come il suo stile ormai maturo e concettualmente innovativo nato dalla sua passione per Will Eisner, l'animazione, i personaggi bizzarri e grotteschi, per finire con la sua passione per la costruzione visiva di mondi fantasy. L'artista piace anche al celebre scrittore Jean Marc DeMatteis che lo vuole come collaboratore in una delle sue opere indipendenti più ambiziose ovvero la saga fantasy di Abadazad. Il soggetto viene da subito opzionato dalla casa editrice indipendente di Marc Alessi ovvero la Crossgen, fondata nei primi anni duemila e sviluppatasi rapidamente con serie e autori al top della loro carriera. La serializzazione a fumetto inizia nel 2004 e prevede l'inizio di una lunga serie che però deve interrompersi solo al n.3 in seguito alla chiusura della Crossgen per problemi economici. In questo momento la serie sta ottenendo un buon successo, questo a tal punto che l'intera casa editrice viene acquisita dalla Hyperion con il principale scopo di proseguire Abadazad. Ploog sostiene che DeMatteis è uno collaboratori più geniali con il quale abbia mai lavorato. Arriva ad affermare :«L'aspetto sorprendente è che la pensiamo (creativamente) allo stesso modo. Abbiamo lo stesso tipo di approccio all'umorismo che non deve mancare in un certo tipo di fumetto e percepiamo il fantasy e le sue sfaccettature in maniera identica. Quando lavoro sui suoi script non ho mai la preoccupazione di sprecare il mio tempo perché so che Jean ne tirerà fuori qualcosa di molto valido». La Hyperion (parte del gruppo Walt Disney) non è però specializzata nella produzione di fumetti seriali e decide quindi di trasporre la storia in una serie di libri cartonati di formato ridotto. DeMatteis ne è comunque entusiasta e parte delle sequenze a fumetti già realizzate per Crossgen e nuove illustrazioni realizzate da Ploog vanno ad ampliare il racconto in prosa trasformando il progetto in qualcosa di unico e originale. Inoltre Brenda Bowen, senior editor di Hyperion è entusiasta del progetto e si fida totalmente del duo DeMatteis/Ploog. La storia pur avendo spunti originali si ispira chiaramente a opere e miti letterari quali il "Il Mago di Oz" di Baum, "Alice nel paese delle meraviglie", alle fiabe dei fratelli Grim e all'intero folklore popolare che esplora il mistero e la meraviglia che giace al fianco della nostra realtà, superando il materialismo e neo-positivismo che riducono e sviliscono il significato dell'esistenza umana e della sua coscienza. DeMatteis espande la storia per essere in grado di coprire l'estensione narrativa dei libri che deve essere necessariamente più dettagliata e sviluppata rispetto a quella pubblicata nel formato comic book. Anche il contributo di Ploog è maggiore che in altre sue opere e adattamenti in quanto vi inserisce personaggi e paesaggi derivati da sue lavori passati mai pubblicato. La saga si preannuncia lunga e complessa e lo stesso DeMatteis non ne annuncia la durata o la conclusione. Tra il 2006 e il 2007 escono i primi tre libri dal titolo "The road to inconceivable", "The Dream Thief" e "The Puppet, The Professor and the Prophet" (quest'ultimo è ormai esaurito da diversi anni. Nonostante l'ottimo successo, essendo un'opera all ages capace di catturare anche il lettore adulto, La dirigenza Walt Disney non mostra più interesse a promuoverla e proseguirne la pubblicazione. La storia viene interrotta bruscamente con il terzo volume nonostante la presenza di un avvincente cliffhanger e il disappunto dei lettori. Nonostante tutto DeMatteis non vuole darsi per vinto e si mette alla ricerca di un nuovo editore che sia anche disposto a tornare al più economico formato in comic book, ma finora qualsiasi tentativo è vano e il progetto deve essere abbandonato nonostante si tratti dell'opera più ambiziosa dell'autore. Lo stesso Ploog è incredulo, ma non si riesce a procedere e il tutto è ancora fermo (al 2023). L'artista vede in DeMatteis un collaboratore ideale e tra i due nasce da subito una grande intesa e amicizia e soprattutto il desiderio di creare insieme una nuova storia che abbia più fortuna e meno vicissitudini editoriali rispetto ad Abazadad. DeMatteis trova in Ploog uno degli artisti più geniali con i quali abbia mai collaborato e arriva ad affermare che:«...lavorare con Ploog su Abazad rimane uno dei punti creativi più alti della sua carriera. La loro collaborazione ha avuto qualcosa di magico da subito: ci capivamo al volo, condividevamo la stessa visione della storia. Erano 10 anni che aveva concepito le basi della storia, ma l'incontro con Ploog lo ha portato a materializzare il progetto.» Di conseguenza Jean gli propone uno script affascinante e di crescita personale che da subito cattura la fantasia e le corde creative di Ploog. Si tratta di un dream-project al quale DeMatteis sta pensando dai primi anni ottanta, un'opera fantasy per tutte le età con sviluppi filosofici, esoterici, misteri di carattere metafisico e ispirata a saghe quali quella del mondo di Oz e Narnia. Il valore dato all'opera dall'autore lo dimostra il fatto che il ragazzo protagonista ha lo stesso nome del figlio di DeMatteis, ovvero Cody. Il suo compito e quello dei suoi compagni è quello di riportare ordine in un mondo che viene invaso da un'antica magia che minaccia l'esistenza stessa della realtà. Ploog è talmente colpito dallo script che propone subito a DeMatteis abbozzi e idee sui personaggi che influiscono notevolmente sullo sviluppo dell'opera, destinata a diventare un cult del genere, il titolo definitivo è Stardust Kid. L'opera è più cupa rispetto ad Abadazad, ma questo rispecchia il desiderio di Ploog di lavorare su personaggi più dark e inquietanti. DeMatteis è ormai dalla fine degli anni ottanta che è stanco e deluso dal fumetto mainstream (principalmente supereroi) o dall'impostazione "grim and gritty" delle presunte opere più adulte della Modern Age (dal 1992). Vuole quindi crare opere a fumetti (in accordo con Ploog) che creino una nuova letteratura a fumetti di genere fantasy e ispirata ai miti del passato. Non riesce però a concretizzare il progetto con Karen Berger (tramite la Vertigo) o la nuova Marvel di Joe Quesada nata tra la fine degli anni novanta e i duemila.
L'ultima opera a fumetti disegnata da Ploog (al 2024) è stata la limited-series "Ticker than Blood" scritta da Simon Reed, matite e chine di Ploog e colorata da Simon Bisley. Il Publisher della programmata miniserie è la Full Circle Publications che però pubblica solo il primo numero nel dicembre 2007. Il problema è che la gestazione dell'opera è lunga in seguito alla lenta lavorazione di Ploog che vi si dedica tra il 2007 e il 2008. In seguito ai due anni di lavorazione per completarla, il n.2 e il n.3 vengono pubblicati in una raccolta in volume che però viene distribuita con scarsità di copie e senza marketing adeguati visto i grandi nomi coinvolti. Manca inoltre della giusta cura editoriale e di un'edizione che valorizzi le tavole di due artisti cult quali Ploog/Bisley. Per questo ne viene realizzata una versione definitiva, integrale e con la giusta attenzione e formato editoriale solo nel 2023 grazie alla FPG,LLC che ne distribuisce una versione deluxe e rimasterizzata, in formato maggiorato dal titolo Ticker Than Blood: Collected Artwork Edition. La presentazione è senza precedenti in quanto viene pubblicata con le pagine del fumetto che replicano le dimensioni di quelle su cui hanno lavorato gli artisti e inoltre ogni pagina è presente con due versioni contrapposte, una in bianco e nero (la pagina a sinistra) che evidenzia le matite e le chine così come sono state completate da Ploog, l'altra parte (quella sulla destra) è la stessa pagina però a colori, dove si dà risalto al lavoro di colorazione di Simon Bisley. Vengono inoltre inserite tutte le 12 copertine, le tre principali e quelle variant (ovvero alternative). Ne viene inoltre distribuita una versione molto rara e per collezionisti di cui esistono solo 175 copie. Questa versione è inserita in una slipcase prestige e autografata da Simon Reed, Mike Ploog e Simon Bisley. Con quest'opera si chiude un cerchio creativo dell'artista che si era affermato come top-artist del genere horror alla Marvel nel 1972 con una storia su un lupo mannaro dal titolo Werewolf by Night e arrivando ad essere secondo Thomas il landmark artistico dell'horror Marvel. Anche con Thicher than Blood si affronta una tematica simile che vede al centro un Lupo Mannaro e che (al 2008) è la sua ultima opera a fumetti interamente da lui disegnata. Durante la lavorazione di quest'ultima opera Ploog si appassiona ad un progetto da lui creato dal titolo provvisorio di Goliath, un fumetto che ha come protagonista un enorme gorilla bianco. Non trovando editori disposti a supportarne il progetto, nel 2012 inizia una campagna su "Kickstarter" per raccogliere i necessari 10.000 dollari indispensabili per la pubblicazione. La storia si svolge nella preistoria e si potrebbe definire come un racconto d'avventura con sfumature fantasy dedicato a lettori di ogni fascia d'età. La storia riguarda una tribù che si trova costretta a migrare per trovare nuove fonti di cibo. Nel loro peregrinaggio si ritrovano ad essere protetti da una creatura quale un Gorilla Bianco che per loro è un semidio. Si tratta di un racconto che per l'artista è qualcosa che vuole realizzare sin da bambino, in quanto è sempre stato affascinato dai primati da lui disegnati da sempre, ai quali si aggiunge la sua passione per il mondo preistorico e le creature che lo popolano. Purtroppo il progetto non si concretizza, anche per il fallimento della raccolta fondi su kickstarter. Nonostante Ploog sia stato un autore di culto e ritenuto dallo stesso Stan Lee e Roy Thomas come uno dei migliori disegnatori e autore di riferimento per l'horror-fantasy, nel secondo e terzo decennio degli anni duemila sembra aver perso il suo appeal e status di top-artist presso le nuove generazioni di lettori.
Anche se apparentemente sembra essersi disinteressato e disinnamorato dal lavoro di fumettista, Ploog afferma anche dopo il 2010 di essere pronto a tornare a disegnare per la serie Abadazad insieme a DeMatteis che da anni sta cercando di convincere la Walt Disney a fargli portare avanti un'opera che considera tra le sue migliori insieme a Moonshadow, Blood, The Last One, Seekers into the MYstery, Brooklyn Dreams (per l'imprint Paradox Press), The Life and Time of Savior 28 (per IDW), e The Stardust Kid (realizzata insieme a Ploog). L'intesa e l'amicizia con Ploog lo porta a convincere l'artista a lavorare su una nuova opera che viene annunciata per il 2015, ma che finora (al 2023) non si è ancora concretizzata e di cui non si conosce il titolo o la storia.

## Opere

### Fumetti

#### Warren Comics
- Eerie n.35, albo antologico di genere horror-fantasy sul quale Ploog realizza i disegni della storia The Tower of the Demons Dooms su testi di Gardner Fox, settembre 1971.
- Vampirella n.14, albo antologico per il quale realizza i disegni della storia breve (7 pagine) The Wedding Gift su testi di Nicola Cuti, novembre 1971.
- Creepy n.44, albo antologico di genere horror per il quale Ploog realizza i disegni della storia breve Sleep con i testi di Kevin Pagan, marzo 1972.
- Eerie n.40, albo antologico per il quale Mike Ploog realizza i disegni della storia The Brain of Frankestein, basato sullo script di Fred Ottenheimer, giugno 1972.

#### Marvel Comics
- Marvel Spotlight nn.2-4, Roy Thomas, Jean Thomas, Gerry Conway (testi) e Mike Ploog (disegni), Neal Adams Copertina. origin story: viene introdotto il personaggio del licantropo dal nome Jack Russell quando è umano, febbraio-giugno 1972.
- Amazing Adventures (vol.2) n.12, Steve Englehart (testi) - Tom Sutton (matite), Mike Plopg (chine), serie antologica, maggio 1972.
- Marvel Spotlight (vol.1) nn.5-8, Gary Friedrich (testi) - Mike Ploog (disegni e copertine) - Frank Chiaramonte (rifiniture per i nn.6-7) - Jim Mooney (rifiniture per il n.8), albi sull'origine ("origin issue") di Ghost Rider alla quale partecipano anche Roy e Jean Thomas, agosto 1972 - febbraio 1973.
- Werewolf by Night nn.1-8 e nn.13-16, Gerry Conway, Marv Wolfman, Lein Wein (testi) - Mike Ploog (disegni e copertina) - Frank Bolla e Frank Chiaramonte (rifiniture di alcuni albi), riprende il personaggio del licantropo Jack Russell, serie regolare, settembre 1972 - aprile 1974.
- Journey into Mistery (Vol.2) n.1, serie antologica di cui Mike Ploog realizza le chine di una breve storia (6 pagine) scritta da Steve Skeates e disegnata da Jim Starlin, serie regolare di genere horror, ottobre 1972.
- The Monster of Frankestein nn.1-6, Gary Friedrich (testi) e Mike Ploog (disegni), serie regolare, gennaio-novembre 1976.
- Kull the Conqueroror nn.11-15, Roy Thomas,Steve Englehart (testi) - Mike Ploog (disegni) - AA.VV. (rifiniture), serie regolare, novembre 1973 - agosto 1974.
- Dracula Lives n.4, albo antologico di cui Mike Ploog realizza le matite della storia "Fear Stalker" su testi di Marv Wolfman e chine di Ernie Chan, gennaio 1974.
- Man-Thing nn.5-11, Steve Gerber (testi) - Mike Ploog (matite) - Frank Chiaramonte (chine), serie regolare, maggio-novembre 1974.
- Giant Size Man-Thinhg, Steve Gerber (testi) - Mike Ploog (disegni) - Frank Chiaramonte (chine), albo unico, agosto 1974.
- Planet of the Apes (Vol.1) nn.1-4, n.6, n.8, n.11, nn.13-14, n.19, Doung Moench (testi) e Mike Ploog (disegni), Gerry Conway è co-scrittore del solo n.1, serie regolare, agosto 1974 - aprile 1976.
- Avengers (Vol.1) n.137, Steve Englehart (testi) - George Tuska (matite) - Mike Ploog (chine), serie regolare (conclusa), luglio 1975.
- Conan the Barbarian (Vol.1) n.57, Roy Thomas (testi) e Mike Ploog (disegni), serie regolare (conclusa), dicembre 1975.
- Marvel Super Action Vol.1, albo antologico di cui Mike Ploog realizza i disegni della storia "An ugly mirror on Weirdworld" su testi di Doug Moench, gennaio 1976.
- Marvel Preview n.8, albo antologico di cui Mike Ploog realizza i disegni della storia horror "The Reality Manipulators" con i testi di Don McGregor, novembre 1976.
- Marvel Premiere n.38, contiene la storia "Weird World" di cui Mike Ploog realizza le matite su testi di Doug Moench e chine di Alex Nino - copertina di Gill Kane, serie antologica (conclusa), ottobre 1977.
- Savage Sword of Conan n.34, serie antologica che contiene storie sui personaggi creati da Robert E. Howard, Mike Ploog realizza i disegni per quella su King Kull su testi di Roy Thomas, sono presenti anche altre 2 storie (su Conan e Solomon Kane), ottobre 1978.
- Marvel Fanfare (Vol.1) n.24, serie antologica di cui Mike Ploog realizza le matite per la storia "The Were-Man of Lord Raven" su testi di Doug Moench e chine di Philip Craig Russell, gennaio 1986.

#### Pacific Comics
- Twisted tales n.2, serie antologica di genere horror per cui Ploog Over His Head su script di Bruce Jones, aprile 1983.

#### Thundra
- L.Frank Baum's The life and adventures of Santa Claus, Mike Ploog (testi,disegni,copertina), graphic novel, 1992.

#### Dark Horse Comics
- The Goon Noir n.1, Albo antologico sul personaggio creato da Eric Powell, Mike Ploog realizza i disegni della short-story (7 Pagine) dal titolo "when Frankey fell from favor" su testi di Patton Oswalt, novembre 2006.

#### Crossgen
- Abadazad nn.1-3, Jean Marc DeMatteis (testi) - Mike PLoog (disegni), serie regolare (incompleta), marzo-aprile 2004.

#### Image Comics
- Stardust Kid nn.1-6, J.M.DeMatteis (testi) e Mike PLoog (disegni), limited-series (conclusa). Viene raccolta in un unico cartonato con materiale aggiuntivo dalla Boom!Studios nel 2017, distribuzione della miniserie Image: maggio 2005 - gennaio 2007.

#### Full Circle Publications
- Ticker than Blood n.1, Simon Reed (testi) - Mike Ploog (disegni) - Simon Bisley (colori) - M.Ploog e S.Bisley (copertina), limited-series di 3 albi (incompleta), dicembre 2007.

#### DC Comics
- The Book of the Dead, Roy Thomas e Tim Sale - AA.VV. (testi e disegni), origin issue per Man Thing, gennaio 1993 - marzo 1994.
- The Spirit (2007) n.14 , Sergio Aragones e Mark Evanier (testi) - Mike Ploog (disegni), marzo 2008.
- The Spirit (2007) nn.31-32 , Mike Ploog (testi e matite) - Dan Green (chine),  settembre-ottobre 20s09.
- The Spirit (2010) n.9, Mike Ploog realizza i disegni di una back up story su testi di Paul Dini, febbraio 2011.

### IDW Publishing
Savior 28 nn.1-5, J.M.DeMattesis e Tim Sale (testi) - Mike Cavallaro - (disegni), limited series di 5balbi (origin Issue) Gennaio-Luglio 1993.

### PS Artbooks
Roy Thomas presents The Heap nn.1.3, Roy Thomas e Tim Sale & AA.VV. (testi e disegni), limited series di 3 albi, rebboot di The Heap del personaggio creato nel 1942, gennaio-luglio 2013.

#### Papercuz
- The Adventures Of Tom Sawyer, collana "Classic Illustrated" della Papercuz, imprint dei Mad Cave studios. Riprende l'adattamento a fumetti del romanzo di Mark Twain pubblicato negli anni novanta dalla First Publishing. Edizione rimasterizzata e in hard cover. Distribuzione: 25 giugno 2014.

#### Archaia (imprint di Boom!Studios)
- The Stardust Kid, Jean Marc DeMatteis (testi) - Mike Ploog (disegni) - Nick Bell e Sumi Pack (colori) - Dave Lanphear (lettering), edizione deluxe cartonata (tipo graphic novel) dell'opera pubblicata in origine da Image. Contenuti speciali: nuova introduzione di DeMatteis, rimasterizzata, Series Pitch, ovvero un breve riassunto in 3 atti del duo DeMatteis/Ploog che presenta in sole due pagine la storia dell'opera a cui viene allegata un'immagine che presenta i protagonisti principali, lo script di DeMatteis delle pagine 18-32 dell'albo 5 della limited-series originale, i disegni e (a latere) i colori delle tavole 18-32 dell'albo numero 5, "Concept Sketches", ovvero vignette con lo studio e la preparazione di diversi personaggi dell'opera. La versione definitiva è realizzata da Archaia e distribuita tramite Boom!Studios nel dicembre 2017.

#### FPG -Fine Art-
- Ticker Than Blood: Collected Artwork Edition, Simon Reed (testi) - Mike Ploog (disegni) - Simon Bisley (colori), raccoglie la miniserie omonima realizzata tra il 2007 e il 2008 ma in formato hard cover deluxe, 2023.

### Animazione
- The Batman/Superman Hour, serie animata trasmessa dalla CBS tra il 1968 e il 1969 per un totale di 17 episodi. La serie prevede che in ogni episodio vi sia una storia dedicata al Dinamico Duo e una sull'Uomo d'Acciaio. Ploog è il layout artist per 3 episodi.
- Scooby-Doo, Dove sei Tu?,  serie animata trasmessa dalla CBS tra il settembre 1969 e il settembre 1970 (2 stagioni). Ploog ha il ruolo di layout artist per un singolo episodio su un totale di 25. La produzione è affidata agli studios Hanna-Barbera.
- Metamorphoses, film anime co-prodotto tra Giappone e Stati Uniti e distribuito a partire dal 2 novembre 1978. Raccoglie diverse storie tratte dall'opera latina Le Metamorfosi di Ovidio. Il regista è Takashi Masunaga, supportato alla sceneggiatura da Norman Corwin. La voce narrante è quella dell'attore Peter Ustinov. Ploog realizza i layout dell'intero lungometraggio e contribuisce allo sviluppo del character design di alcuni personaggi.
- Lord of the Rings. Film d'animazione diretto da Ralph Bakshi e distribuito da fine novembre 1978. Ploog viene coinvolto in diverse fasi della produzione con il ruolo di layout artist, ne realizza le storyboard, il character design ed è consulente per lo sviluppo di diverse sequenze del film. La storia adatta il libro di Tolkien La Compagnia dell'anello e una prima parte del secondo ovvero Le Due Torri. Erano previsti dei sequel per trasporre l'intera trilogia dell'opera letteraria ma mai realizzati.
- Heavy Metal: film d'animazione antologico diretto da Gerald Potterton e basato sulla celebre rivista di controcultura, fumetti underground e autori internazionali spesso poco conosciuti negli Stati Uniti. Il lungometraggio viene distribuito nel 1981, realizzato in studios d'animazione canadesi e prodotto da Ivan Reitman. A Ploog viene affidata una sequenza con protagonista la guerriera Tarna, in un contesto di genere fantasy e già apparsa con alcune storie sul magazine.
- Taron e la pentola magica: film prodotto dalla Walt Disney Company e distribuito dal 24 luglio 1985. Viene accreditato come il 25º Classico Disney in accordo al canone ufficiale. Ploog viene ingaggiato come artista impegnato nella creazione grafica dei personaggi.
- Il principe d'Egitto: secondo film d'animazione prodotto dalla DreamWorks Animation e distribuito dal 16 dicembre 1998. Ploog ne realizza le storyboard e contribuisce alla realizzazione di un'opera fondamentale per il nuovo branch della DreamWorks. Si tratta del loro primo film animato, realizzato interamente con tecniche d'animazione tradizionali, senza sequenze in computer grafica.
- Happily Ever After: Fairy Tales for Every Child: serie d'animazione antologica trasmessa dalla HBO tra il 1995 e il 2000 per un totale di 39 episodi. Ogni episodio si ispira ad una fiaba classica o racconti folkloristici di diversi paesi. Ploog collabora a 4 episodi di cui realizza il character design dei personaggi.
- Shrek: film d'animazione della Dreamworks Animation (il quinto ad essere distribuito). Lo sviluppo del film inizia nel 1995 ma la lunga lavorazione lo porta ad essere completato e distribuito il 18 maggio 2001 negli USA. Ploog viene coinvolto in diverse fasi della lavorazione, prima come character design e creazione visiva del mondo fantasy del personaggio per poi essere coinvolto anche nello sviluppo della storia e nella realizzazione di molte storyboards.[4]
- Valiant: film d'animazione distribuito nel 2005 che utilizza la CGI e viene prodotto tra gli altri dalla Vanguard Animation. Ploog ci partecipa come concept artist, character design, e a numerose storyboards. Ci mette grande impegno, in quanto ritiene valido il copione e il contesto storico (dal maggio 1944).

### Cinema (art director, charcter designer, story boards artist)
- Wizards, film d'animazione di Ralph bakshi distribuito dal 1977. Ploog realizza il character design dei "wizards", creature elfiche che padroneggiano magia o arte del combattimento. Distribuito dalla 20th Century Fox il 9 febbraio 1977.
- The Lords of The Rings, film d'animazione di Ralph Bakshi ispirato all'omonima opera fantasy di Tolkien. Ploog viene coinvolto per il character design, la creazione dei backgrounds (ambientazione e scenografie), consulente personale di Bashi. Distribuito dalla Fantasy Films e Saul Zaentz Film dal 15 novembre 1978 negli USA e dall'8 luglio 1979 in Europa.
- Heavy Metal, film d'animazione antologico prodotto da Ivan Reitman e Mogel, creatore della rivista Heavy Metal alla quale il film si ispira. Ploog lavora sulla sequenza dedicata al personaggio di Taarna per la quale è il character designer dei personaggi secondari e le story boards. Realizzato negli studios in Canada il lungometraggio è distribuito dal 7 agosto 1981.
- The Thing, film live-action sci-fi di genere horror diretto da John Carpenter. L'abilità nel creare caratcter disegn per creature bizzarre e mostruose porta Rob Bottin a proporre a Carpenter una suo coinvolgimento nel lungometraggio The Thing. Carpenter ammira i lavori di Ploog che si trova coinvolto a realizzare Story Boards, consulente per gli effetti speciali, responsabile per il character design di alcune delle creature più terrificanti e la creazione di spaventose trasformazioni e deformazioni. Il film viene distribuito dalla Universal Pictures il 25 giugno 1982.
- Dark Crystal, film fantasy interamente realizzato con pupazzi animatronici e burattini. Uno dei produttori di The Thing realizza questo progetto sempre sotto l'ombrello della Universal e, rimasto affascinato dal lavoro di Ploog per il film di Carpenter, ingaggia l'artista per Dark Crystal, di Jim Henson, co-regista insieme a Frank Oz. Ploog vede il progetto come una sfida, in quanto come character designer ha una grossa responsabilità nel creare personaggi che si adattino allo stile del film e possano essere credibili. Inoltre la Henson Organization è molto esigente, ma il risultato viene ritenuto eccellente. Il film viene distribuito dal dicembre 1982.
- Return to OZ: film live action, sequel (non ufficiale) dello storico e iconico Il Mago di OZ del 1939 ispirato al celebre racconto di L. Frank Baum. Inizialmente Ploog è entusiasta di poter contribuire alla lavorazione delle storyboards e character design, ma lo script subisce pesanti modifiche e si allontana dalle intenzioni del regista Murch con tra l'altro una riduzione del budget. Si tolsero diversi personaggi tra cui l'Army of Oz e svariati personaggi tra cui Peter Sellers, Spike Milligan e vari personaggi di contorno. Inoltre il film, prodotto dalla Disney venne privato di diverse scene umoristiche e da una atmosfera da fiaba vicina alla versione leggendaria del primo film del 1939. Il tutto contribuisce a dara al sequel un'ambientazione più adulta e a tratti orrorifica, caratteristiche che lo hanno reso un film cult da molti amatori della nuova pellicola ma questo non piacque a Ploog che ammirava la prima versione più fantasy e fiabesca di Walter Murch. Il film viene distribuito dal 21 giugno 1985. Risulta un flop al botteghino, ma viene rivalutato nel corso dei decenni successivi.
- Taron e la pentola magica, film d'animazione prodotto dalla Walt Disney. Si tratta di uno dei progetti più ambiziosi realizzati dalla Walt Disney negli anni ottanta, un'opera che vuole essere un landmark per quanto riguarda la linea dei classici della Compagnia. Non a caso si tratta del 25° film d'animazione classico di Disney. La celebre casa d'animazione realizza per la prima volta un film più maturo e adulto, è il primo a ricevere il Parental Guide Suggested ovvero la raccomandazione che gli spettatori più giovani siano accompagnati dai genitori. Inoltre è il primo film animato Disney che presenta l'utilizzo della CGI. Per la realizzazione si convocano i migliori artisti del settore e Ploog ha l'onore di essere considerato uno dei top-artist sia come designer che come storyboard artist. Nonostante l'entusiasmo degli studios il film è uno dei peggiori flop al botteghino. Lo stesso Ploog ne rimane perplesso anche se considera l'opera sottovalutata e inaspettata dal pubblico tipico della Disney. Il film viene distribuito il 24 luglio 1985.
- Little Shop of Horrors, il co-regista di Dark Krystal è entusiasta dell'operato di Ploog e lo vuole come consulente e character designer per La piccola bottega degli orrori, film live action di genere horror comedy. Per Ploog è uno dei più grandi successi personali in quanto il film riceve una candidatura agli Oscar per gli effetti speciali con quelle creature che lui ha contribuito a creare. Tra l'altro il film viene considerato da Ploog come il film tra lui favorito tra quelli a cui ha lavorato. Inoltre gli è stato permesso dal regista Frank una grande libertà e la possibilità di cimentarsi non solo con il design dei personaggi, ma anche con la costruzione dei set e intere sequenze del lungometraggio. Il film viene distribuito dalla Warner Bros. il 19 dicembre 1986.
- Storyteller, serie televisiva prodotta e creata da Jim Hanson della durata di 9 episodi più uno spin-off dal titolo Tv Storyteller: Greek Miths. Ploog è affascinato dall'innovazione portata dal vulcanico Hanson che crea una serie live-action con attori che interagiscono con personaggi che di fatto sono pupazzi o marionette. Anche in questo caso Mike è un consulente creativo della produzione e realizza diversi character design di quei personaggi che non sono in carne e ossa. Le tematiche sono poi avvincenti in quanto riflettono storie legate al folklore popolare, ma semi-sconosciute e dai risvolti horror-fantasy.

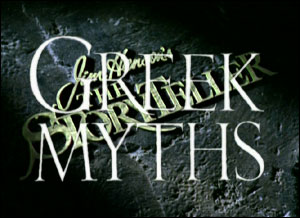
Immagine di introduzione per lo spin-off "Greek Myths", della Own Work (2015)

Volutamente si scartano i racconti o le fiabe più popolari. La serie ha un discreto riscontro di pubblico che porta allo spin-off Greek Mythsdi 4 episodi e permette a Ploog di cimentarsi con personaggi mitologici. La serie debutta il 31 gennaio 1987 su tre reti televisivi di cui una la HBO è una cable TV. Le altre due sono la NBC negli USA e la Channel Four nel Regno Unito. La serie vince anche dei premi tra cui Emmy Award per l'episodio "Hans my hedgehog" e il BAFTA TV Award.
- Moonwalker, a fine anni ottanta Ploog è ormai un artista affermatosi anche agli studios di Hollywood e gode dell'ammirazione di diversi autori, registi, attori e cantanti. Tra questi vi è Michael Jackson che lo vuole come collaboratore nel suo film antologico "Moonwalker" ispirato ai suoi video musicali e il suo vasto catalogo musicale. Michael ammira l'operato di Ploog e lo consulta continuamente facendone di fatto il direttore creativo ma le richieste della pop-star sono alquanto bizzarre e alcune irrealizzabili così come da lui concepite. Ploog cerca di accontentarlo nei limiti del possibile, ma l'esperienza è estenuante ed è un'ordalia che non ripeterebbe.
- Shrek, Ploog viene contattato dalla Dream Works Pictures per lanciare un film d'animazione innovativo e capace di dare origine ad un franchise. La produzione ripone molta fiducia nelle capacità di Ploog e lo coinvolge anche nello sviluppo della trama. Diviene lui tra l'altro il responsabile per la creazione visiva di Shrek e Donkey. Il progetto subisce però ritardi e rivisitazioni della sceneggiatura. Stremato l'artista abbandona la lavorazione dopo due intensi anni di lavorazione prima che la pellicola venga terminata. Il film, realizzato in CGI viene distribuito nel 2001.

### Opere incompiute
- Classic Illustrated Huck Finn, Mike Ploog (testi e disegni), adattamento del romanzo di Mark Twain, Ploog ha realizzato gran parte dell'opera (mai pubblicata), First Publishing, la casa editrice chiude prima di poter distribuirla.
- Rip van Winkle, Mike Ploog (testi e disegni), adattamento dell'omonimo breve racconto di Washington Irving del 1819, Ploog completa quasi completamente l'opera ma l'editore decide sorprendentemente di non essere più interessato a pubblicarla nonostante la mole di lavoro compiuto dall'autore.
- Abazadad nn.1-3, Jean Marc DeMatteis (testi) - Mike Ploog (disegni) - Mike Alessi (Senior Editor, Presidente e supervisore), serie regolare (cancellata), CrossGen, marzo-maggio 2004.
- Abazadad Books Vol. 1-3, Jean Marc DeMatteis (autore delle sezioni in prosa) - Mike Ploog (illustrazioni e sezioni a fumetti) - Brenda Bowen (direttore creativo), serie regolare di libri illustrati (cancellata), Hyperion (Walt Disney Enterprises,Inc., 2006-2007.
- Weirdworld (Volume 1): Warriors of the Shadow Realm TPB, Doug Moench, Mike Ploog (script e testi) - John Buscema, Mike Ploog, Pat Broderick (disegni) - Dave Cockrum (copertina), volume brossurato che raccoglie: Marvel Premiere n.38, Marvel Super Action n.1, Marvel Fanfare nn.24-26, Marvel Super Special nn.11-13, Epic Illustrated n.9 e nn.11-13, 2015.